# Stadion Miejski w Paraćinie
Stadion Miejski – stadion piłkarski w Paraćinie, w Serbii. Obiekt może pomieścić 8000 widzów. Swoje spotkania rozgrywają na nim piłkarze klubu FK Jedinstvo Paraćin.